# Bắc Can

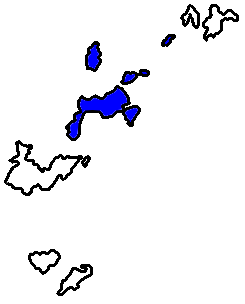
Vị trí tại Mã Tổ

Bắc Can (tiếng Trung: 北竿鄉; bính âm: Běi gān xiāng; Bạch thoại tự: Báe̤k-găng-hiŏng) là một hương của huyện đảo Liên Giang (quần đảo Mã Tổ), tỉnh Phúc Kiến, Trung Hoa Dân Quốc (Đài Loan). Hương có sân bay Bắc Can nhưng đã ngừng hoạt động từ năm 2003 khi sân bay Nam Can ở hương Nam Can lân cận đi vào hoạt động. Bắc Can có diện tích 9,9 km², dân số vào tháng 8 năm 2011 là 1.847 người thuộc 399 hộ gia đình, mật độ cư trú đạt 186,6 người/km². Trước đây Bắc Can là trung tâm của cả quần đảo Mã Tổ và có nhiều quân lính Đài Loan đóng quân, tuy nhiên vị trí trung tâm quần đảo về sau được chuyển cho Nam Can và quân lính Đài Loan trên đảo cũng dần giám xuống, điều này đã dẫn đến việc di dân ra khỏi đảo.